# Oniscidae
Oniscidae Latreille, 1802 è una famiglia di crostacei isopodi del sottordine Oniscidea.

## Tassonomia
Comprende i seguenti generi:
- Cerberoides Jackson, 198
- Diacara Budde-Lund, 1908
- Exalloniscus Stebbing, 1911
- Hanoniscus Budde-Lund, 1912
- Hiatoniscus Barnard, 1932
- Hora Barnard, 1932
- Krantzia Barnard, 1932
- Oniscus Linnaeus, 1758
- Oroniscus Verhoeff, 1908
- Sardoniscus Arcangeli, 1939
- Tasmanoniscus Vandel, 1973